# Ляшенко, Андрей Юрьевич
Андре́й Ю́рьевич Ляше́нко (укр. Андрій Юрійович Ляшенко; род. 11 июня 1998, Броды, Львовская область) — украинский футболист, полузащитник клуба «Эпицентр».

## Биография

### Ранние годы
Воспитанник команд «Богун» (Броды), «Верес»-КОЛИФКС (Костополь) и ДЮСШ луцкой «Волыни». С 2012 по 2015 год провёл 43 матча и забил 11 голов в чемпионате ДЮФЛ.

### Клубная карьера
2 апреля 2014 года дебютировал за юношескую (до 19 лет) команду лучан в поединке с луганской «Зарёй». В молодёжной (до 21 года) команде впервые сыграл 31 октября 2015 года в домашнем матче против жгородской «Говерлы».
24 июля 2016 года дебютировал в составе «Волыни» в Премьер-лиге в выездной игре против днепровского «Днепра», заменив на 73-й минуте Сергея Логинова.

## Статистика
| Клуб   | Лига         | Сезон   | Чемпионат | Чемпионат | Кубок | Кубок | Дубль | Дубль |
| Клуб   | Лига         | Сезон   | Игры      | Голы      | Игры  | Голы  | Игры  | Голы  |
| ------ | ------------ | ------- | --------- | --------- | ----- | ----- | ----- | ----- |
| Волынь | Премьер-лига | 2015/16 |           |           |       |       | 7     | 0     |
| Волынь | Премьер-лига | 2016/17 | 2         | 0         |       |       | 8     | 0     |